# Gabriela Monacká
Princezna Gabriela, hraběnka z Carladès (Gabriella Thérèse Marie Grimaldi; * 10. prosince 2014, Monte Carlo) je dcera knížete Alberta II. a kněžny Charlene. Je druhou v řadě následnictví na monacký trůn, hned za svým dvojčetem, dědičným princem Jacquesem.

## Život
Dne 30. května 2014 bylo oznámeno, že kněžna Charlene je těhotná. Po mnoha spekulacích se 9. října 2014 potvrdilo, že pár čeká na konci roku dvojčata. Dne 21. listopadu 2014 palác oznámil, že každé dvojče bude mít při narození právo na salvu 21 výstřelů z děla. Z Fort Antoine mělo být vystřeleno 42 výstřelů z děla (21 na každé dítě) a patnáct minut měly zvonit kostelní zvony. Den by byl navíc prohlášen za státní svátek.
Dne 10. prosince 2014 se princezna Gabriella narodila v Nemocničním centru kněžny Grace, o dvě minuty později ji následoval její bratr, dědičný princ Jacques. Její otec jí udělil titul hraběnka z Carladès. Dne 7. ledna 2015 byly děti představeny veřejnosti.
Gabriella má starší nevlastní sestru Jazmin Grace Grimaldi a staršího nevlastního bratra Alexandre Grimaldi-Coste z předchozích vztahů jejího otce.
Gabriella a Jacques byli pokřtěni v Katedrále Neposkvrněné Matky Boží v Monaku dne 10. května 2015. Při této příležitosti jí byl udělen Grimaldiho řád.